# Bastia Umbra
Bastia Umbra is een gemeente in de Italiaanse provincie Perugia (regio Umbrië) en telt 19.471 inwoners (31-12-2004). De oppervlakte bedraagt 27 km², de bevolkingsdichtheid is 721 inwoners per km².
De volgende frazioni maken deel uit van de gemeente: Bastiola

## Geografie
De gemeente ligt op ongeveer 200 m boven zeeniveau.
Bastia Umbra grenst aan de volgende gemeenten: Assisi, Bettona, Perugia, Torgiano.